# Studentenverbindungen in Russland

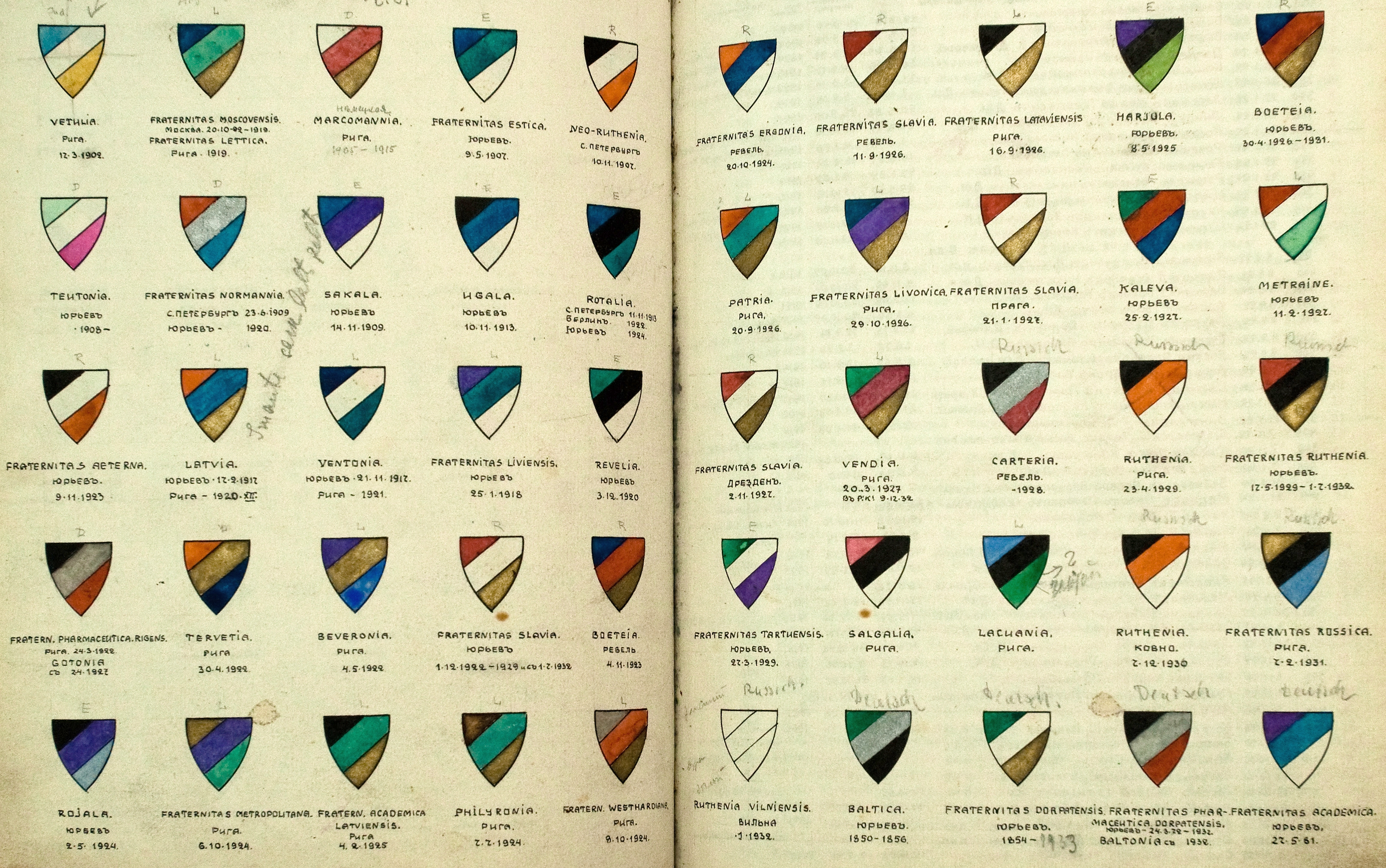
Russische, estnische und lettische Studentenverbindungen

Deutsche, russische, estnische, lettische und polnische Studentenverbindungen in Russland gab es in St. Petersburg, Moskau und Dorpat.

## St. Petersburg

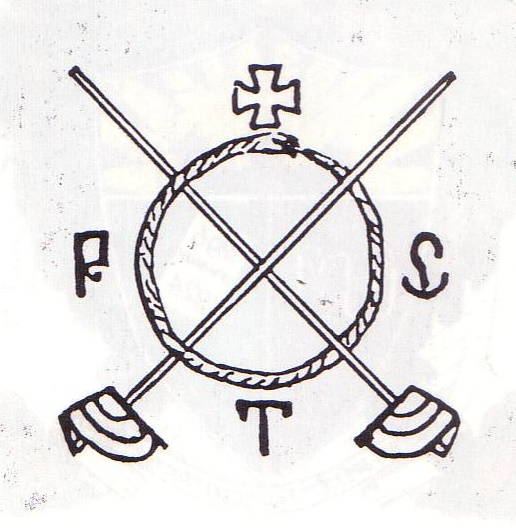
Ruthenia

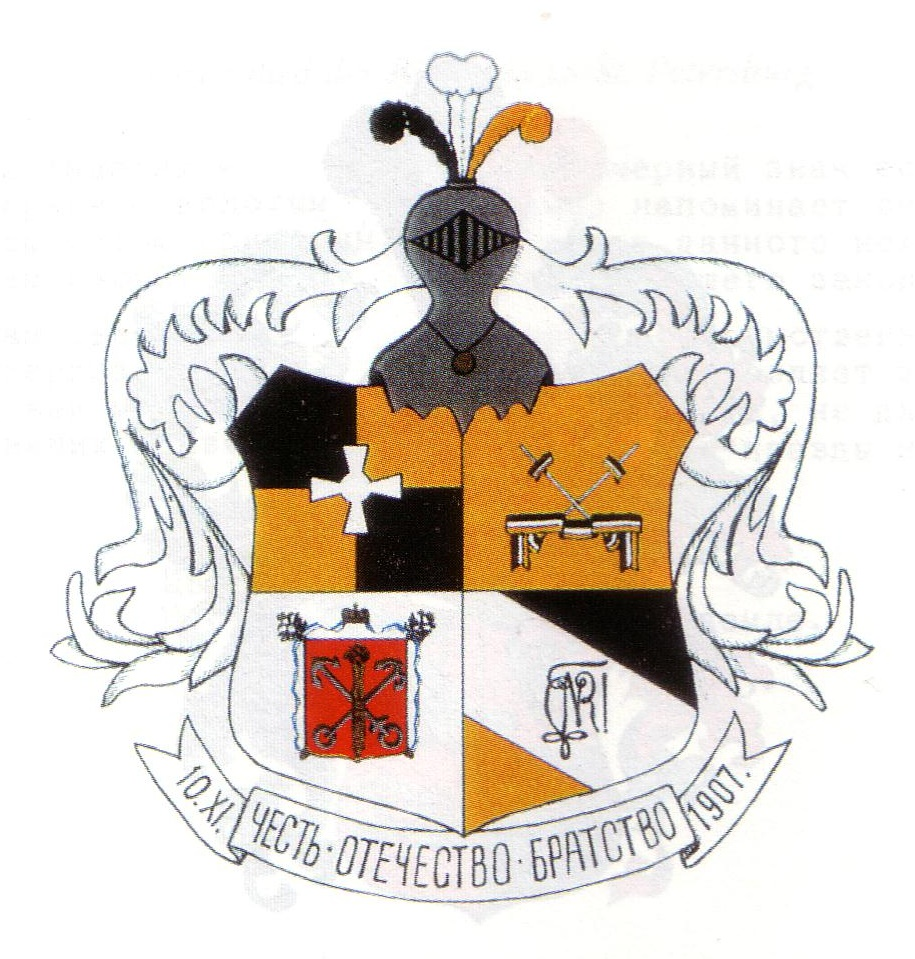
Neo-Ruthenia

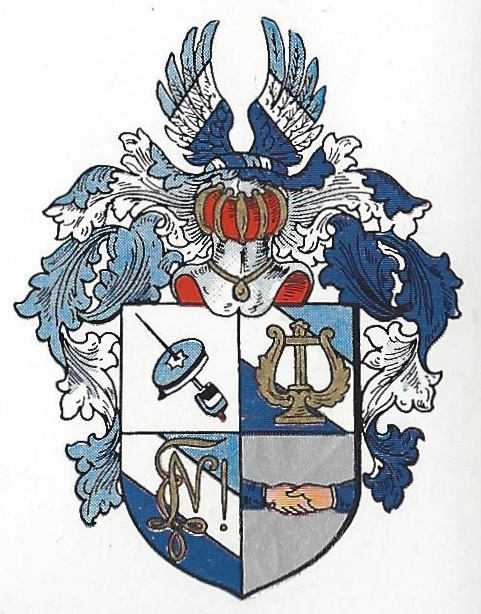
Nevania

In den 1840er Jahren lebten unter den 470.000 Einwohnern von St. Petersburg etwa 28.000 Deutsche. In jener Zeit entstanden dort die ersten Studentenverbindungen im Zarentum Russland. Sie lehnten sich an die Deutsch-Baltischen Studentenverbindungen an und übernahmen den dörptschen Comment.
- Fraternitas Baltica I, 1837–1841 (deutsch), dunkelblau-weiß-gold [A 1]
- Ruthenia, 1837–1848 (russisch), orange-weiß-schwarz, orange hoher Deckel mit schwarzem Georgskreuz [A 2]
- Fraternitas Baltica II, 1842–1848 (deutsch), dunkelblau-weiß-gold [A 3]
- Polonia, 1838–1846, (polnisch), weiß-rot-silber
Bei deutscher Geschäftssprache und deutschem Comment stand die Polonia auch Russen und anderen Nationalitäten offen, die sich zum deutschen Kulturkreis hingezogen fühlten.
- Hippokratica, 1843–1851, „freie deutsche Burschenverbindung“, schwarz-silber-rot
- Nevania, 1847–1917 (deutsch), hellblau-weiß-dunkelblau, hellblauer Deckel
Der Bund wurde am 24. November 1847 von sechs Medizinstudenten an der Militärmedizinischen Akademie gegründet. Sie wollten nicht in die Hippokratica eintreten, weil sie im Burschentum mehr sahen als „Saufen und Raufen“. Wahlspruch Ehre, Muse, Brudersinn! Nevania stand im Kartell mit der deutschen Teutonia. Den offiziellen Namen Corps legte sie im September 1862 aus polizeilichen Gründen ab. Seit 1909 stand sie mit den Dorpater und Rigaer Korporationen im Kartell.[2] Das Corps Concordia Rigensis übernahm 1969 die Tradition und das Archiv der Nevania.
- Teutonia, 1854–1857/1861 (deutsch), dunkelblau-orange-weiß [A 4]
Seit 1854 stand sie mit Nevania im Petersburger Chargierten-Convent (Ch!C!). 1856 übernahm sie ihren Comment. 1872 wurden acht Teutonen Ehrenphilister von Nevania.[A 5]
- Fraternitas Borealis, 1857–1861 II (deutsch), grün-weiß-rot, grüner Deckel mit drei weißen Lindenblättern
- Germania, 1870–? (deutsch),  blau-weiß-rot
- Tritonia, 1875–?, dunkelblau-weiß-hellgrün
- Rossia, 1883–? (russisch), weiß-hellblau-rot, dunkelblauer Deckel
- EÜS Pohjala, 1884–1917 (estnisch), nicht farbentragend
- Fraternitas Petropoliensis, 1896 (lettisch) später – Fraternitas Petropolitana gold-violett-grün, gelber Deckel
 1922 nach Riga, 1924 reaktiviert Fraternitas Metropolitana. Am 18. Dezember 1989 in Riga reaktiviert.
- Neo-Ruthenia, 1907–1917 (russisch), schwarz-weiß-orange, schwarzer Deckel mit weißem Georgskreuz
Da sich viele Studenten an der Russischen Revolution 1905 beteiligten, wurden alle Hochschulen geschlossen. Einige gingen nach Deutschland und berichteten bei ihrer Heimkehr über das deutsche Verbindungswesen. Der in Heidelberg gewesene K. G. Kruschejow gründete die nationalrussische Neo-Ruthenia. Ab 1912 stand sie im Kartell mit der Fraternitas Arctica in Riga. Die meisten Neo-Ruthenen fielen im Ersten Weltkrieg oder kamen in der Oktoberrevolution und im folgenden Bürgerkrieg um.[A 6]
- Boreatica, 1902–1917 (russisch)  später – Денница (Denniza).
- Korporacja Akademicka Sarmatia, 1908–1915 (polnisch), himbeerrot-silber-zartgrün, himbeerroter Deckel
 1915 nach Warschau, dort reaktiviert am 28. Mai 1993.
- Fraternitas Hyperborea, 1909–1918 (deutsch), dunkelblau-silber-orange, dunkelblauer Deckel mit silbernem Stern
Gegründet am 23. November 1909 in Sankt Petersburg. Teile der Mitglieder konstituierten am 4. Mai 1918 die Fraternitas Normannia, Freie deutsche Burschenschaft (dunkelrot-silber-blau). Ab September 1918 Filialconvent Fraternitas Thervingia in Dorpat, 1920–1938 Fraternitas Normannia. 1931–1934 weiterer Filialconvent in Reval. Nach dem Vorbild der Urburschenschaft erstrebte die Nordische Bruderschaft eine demokratische Deutsche Studentenschaft Dorpat;  Estonia, Livonia, Neobaltia und die Fraternitas Academica wollten den Führungsanspruch des hundertjährigen Chargiertenconvents aber nicht aufgeben. Erst 1933 kam ein Kartell zwischen dem Chargiertenconvent und der Fraternitas Normannia zustande. 5. Oktober 1918; wieder Fraternitas Normannia Oktober 1921; Farben karminrot-silber-dunkelblau; karminrote Mütze; 2. Convent in Reval 6. April 1931 bis WS 1934/35, suspendiert SS 1938.
- Aesthetica, 1910–? (polnisch), rosa-weiß-rosa, violetter Deckel
- Rotalia, 1913 (estnisch), kornblumenblau-schwarz-hellgrün, kornblumenblauer Deckel 
1918 nach Tartu (Dorpat). 1990 reaktiviert in Tartu und Tallinn.

## Moskau

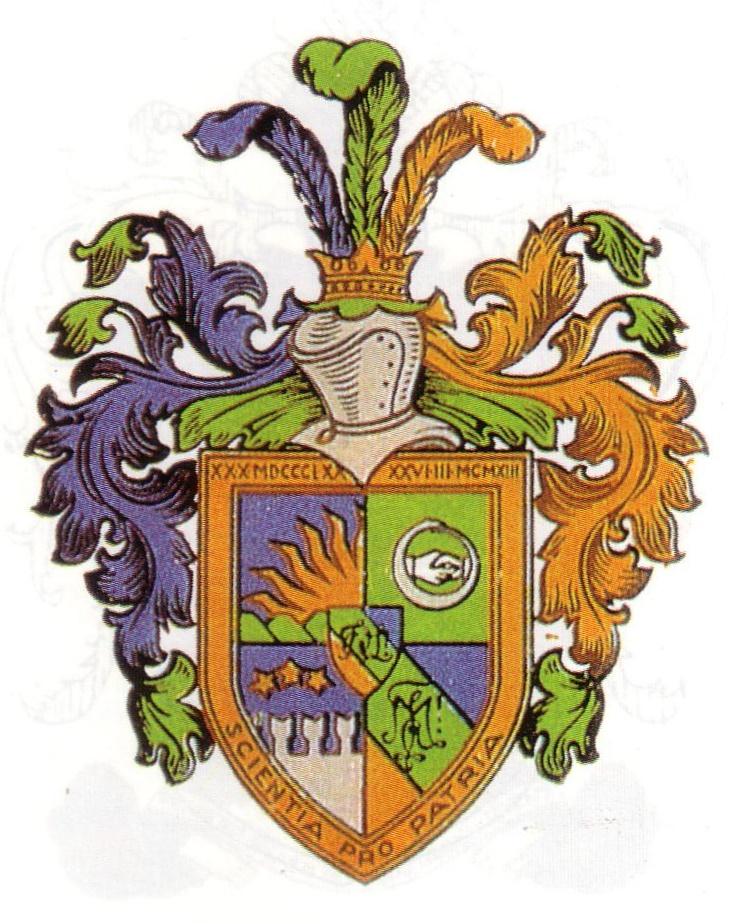
Fraternitas Lettica

Eine starke deutsche Kolonie hatte vor dem Ersten Weltkrieg auch Moskau, wo die Söhne von Unternehmern und Händlern an der Lomonossow-Universität studierten. Während des Krieges verlegten einige Verbindungen aus Dorpat und Riga nach Moskau, wo sie bis zur Oktoberrevolution 1917, zum Teil bis 1918 blieben. Seit Ende des Kommunismus wieder zahlreiche deutschsprachige Farbenträger.
- Fraternitas Mosquensis, 1859–1863 (deutsch), blau-rot-gold
- Baltica, 1889–1890, „Landsmannschaft“[A 7]
- Fraternitas Moscoviensis, 1902, blau-silber-grün, blauer Deckel; ab 1912 blau-grün-gold
 1919 nach Riga, 1920 Fraternitas Lettica. Am 12. Mai 1989 in Riga reaktiviert.
- Concordia Moscoviensis, 1909–1914, weiß-rot-grün, weißer Deckel mit grünem Stern
Der Bund wurde am 28. Februar 1909 gegründet und am 6. September 1910 ministeriell bestätigt. Er durfte nur Studenten der (1765 gestifteten) Universität aufnehmen. Studierende anderer Hochschulen fanden als Konkneipanten Aufnahme. Comment und Pauken auf Schläger nach baltischem Vorbild.
- Fraternitas Arctica, 1915 nach Moskau verlegt, heute wieder in Riga.
- A.V. Moscovia, seit 2008, schwarz-rot-gold (Kokarde bzw. Zipfel)
Deutschsprachiger Ferialkreis für farbentragende Mitglieder aller Bünde und Verbände.[3]

## Dorpat
Teutonia Dorpat (1908–1915) war die einzige Verbindung der Russlanddeutschen im Russischen Kaiserreich.